# Pamela Rendi-Wagner
Pamela Rendi-Wagner (Viena, 1971) es una política y médico austríaca, presidenta del Partido Socialdemócrata de Austria (SPÖ) desde 2018 hasta 2023.

## Biografía
Nacida el 7 de mayo de 1971 en Viena, se doctoró en 1996 con una tesis en la Universidad Médica de Viena (Medizinische Universität Wien), en cuyo Instituto de Medicina Tropical trabajó como científica especializada en vacunación y epidemiología durante más de una década.
Nombrada como nueva ministra de Sanidad y Mujeres en marzo de 2017, en diciembre del mismo año se convirtió en miembro del Consejo Nacional.
En septiembre de 2018 fue elegida por unanimidad de los 16 integrantes de la dirección del SPÖ nueva presidenta del partido.